# Kiziljurt
Kiziljurt (in russo Кизилюрт?) è una città della Russia, capoluogo del Kiziljurtovskij rajon, nella Repubblica Autonoma del Daghestan. Fondata nel 1963, sorge lungo il fiume Sulak e dista 53 chilometri da Machačkala.